# لوکاس سانچز (بازیکن فوتبال، زاده ۱۹۹۲)
لوکاس سانچز (انگلیسی: Lucas Sánchez؛ زادهٔ ۱۷ مهٔ ۱۹۹۲) بازیکن فوتبال است.